# Aurora sul mare
Aurora sul mare è un film del 1935 diretto da Giorgio Simonelli.